# Melahat Abbasova
Melahat Abbasova (aserbaidschanisch: Məlahət Elman qızı Abbasova; * 8. Juli 1966 in Baku, Aserbaidschanische SSR, Sowjetunion) ist eine türkische Schauspielerin mit aserbaidschanischer Abstammung.

## Leben und Karriere
Melahat Abbasova wurde in Baku, Aserbaidschanische SSR, geboren. Sie studierte am Azerbaycan Güzel Sanatlar Enstitüsü. Später zog sie nach Istanbul. Ihr Debüt gab sie 1987 in dem Film Süreyya. Anschließend war sie 1993 in Süper Baba zu sehen. Außerdem spielte sie 2000 in der Fernsehserie Paşa Baba Konağı mit. 2012 bekam Abbasova in dem Film Mahmut İle Meryem die Hauptrolle. Unter anderem wurde sie 2021 für die Serie Yemin gecastet. 2022 trat Abbasov in der Serie Esaret auf.

## Filmografie (Auswahl)
Filme
- 1987: Süreyya
- 2005: Hacı
- 2013: Mahmut ile Meryem

Serien
- 1993: Süper Baba
- 1999: Bizde Ne Oldu
- 2000: Paşa Baba Koağı
- 2005: Köpek
- 2006–2008: Binbir Geçe
- 2014: Emanet
- 2015: Seddülbahir 32 Saat
- 2021: Yemin
- 2022: Esaret

## Theater
- Deri Ceket
- Lüküs Hayat
- Tensing
- İstanbul'un Gözleri Mahmur
- Çalıkuşu
- Moliere ya da Kara Komplo
- Pembe Konağın Gelinleri
- Sarıpınar 1914